# STS-65
STS-65 est la dix-septième mission de la navette spatiale Columbia.

## Équipage
- Commandant : Robert D. Cabana (3)  États-Unis
- Pilote : James D. Halsell (1)  États-Unis
- Spécialiste de mission : Carl E. Walz (3)  États-Unis
- Spécialiste de mission : Leroy Chiao (1)  États-Unis
- Spécialiste de mission : Donald A. Thomas (1)  États-Unis
- Commandant de la charge utile : Richard J. Hieb (3)  États-Unis
- Spécialiste de la charge utile : Chiaki Mukai (1)  Japon (NASDA)
  - Remplaçant spécialiste de la charge utile : Jean-Jacques Favier  France (CNES)

Le chiffre entre parenthèses indique le nombre de vols spatiaux effectués par l'astronaute au moment de la mission.

## Paramètres de la mission
- Masse :
  - Chargement : 10 811 kg
- Périgée : 300 km
- Apogée : 304 km
- Inclinaison : 28,4°
- Période : 90,5 min

## Objectifs
L'objectif de la mission STS-65 est d'utiliser le module européen Spacelab pour des expériences.